# Acromitostoma hispanum
Acromitostoma hispanum is een hooiwagen uit de familie aardhooiwagens (Nemastomatidae). De wetenschappelijke naam van Acromitostoma hispanum gaat  terug op Roewer. De originele naamcombinatie (protoniem) was Nemastoma hispanum Roewer, 1919, Maar vaak met het verkeerde publicatiejaar van "1917" voor de soortnaam. Een volgende naamrecombinatie werd gepubliceerd als Mitostoma hispanum (Roewer, 1919) in Roewer 1951, maar vervolgens gewijzigd als Acromitostoma hispanum  (Roewer, 1919) in Gruber 1976.